# Aethopyga nipalensis
Aethopyga nipalensis е вид птица от семейство Nectariniidae. Видът е незастрашен от изчезване.

## Разпространение
Разпространен е в Бутан, Китай, Индия, Лаос, Мианмар, Непал, Тайланд и Виетнам.